# 崇実
崇実（すうじつ、チュンシ、満洲語: ᠴᡠᠩᡧᡳ　転写：cungši、繁体字：崇實、Chongshi、1820年 - 1876年）は、清朝の官僚。字は子華。満洲鑲黄旗人で、金の皇室ワンギャ氏（wanggiya hala、完顔氏）の末裔。

## 略歴
嘉慶25年（1820年）、河道総督麟慶（リンキン）の長男として生まれた。道光30年（1850年）に進士となり、翰林院庶吉士、侍講学士、内閣学士、戸部侍郎、工部侍郎などを歴任した。咸豊9年（1859年）、駐蔵弁事大臣に任命され、任地に赴く途中に四川総督代理を命じられた。
当時の四川省では李永和・藍朝鼎らの蜂起軍が雲南省から侵入し、勢力をふるっていた。崇実は湖北巡撫駱秉章と協力して戦いに当たり、咸豊11年（1861年）に駱秉章が四川総督となると成都将軍に転任となった。その時、藍朝鼎は十数万の衆を率いて綿州を包囲していたが、崇実・駱秉章の軍は敵を撃破して綿州の包囲を解き、同治元年（1862年）に丹棱で藍朝鼎を戦死させた。同治7年（1868年）には唐炯を貴州省に派遣して、号軍やミャオ族の蜂起を鎮圧させた。
同治10年（1871年）に北京に呼び戻され、鑲白旗蒙古都統に任命され、同治12年（1873年）に刑部尚書となった。光緒元年（1875年）、盛京将軍に任命され、馬賊対策と行政改革にあたった。在任中に死去。死後、「文勤」の諡号が贈られた。

## 家族
父の麟慶は清朝の河道総督を務めた人物である。弟の崇厚（チュンホウ）は三口通商大臣を務めた。子の嵩申は1868年（同治七年）戊辰科の第三甲進士で、その妻の楊佳氏は内務府鑲黄旗漢軍に属し、道光二十五年乙巳科二甲進士宜振の姪にあたる。